# Francis Bayer du Kern
 (juillet 2025).
François Bayer du Kern, dit Francis Bayer du Kern, est un poète et militant breton, né le 8 juillet 1912 à Laval (Mayenne) et mort le 2 juin 1940 à Malo-les-Bains (Nord). Il s'illustra par son implication dans des attentats organisés par le groupe clandestin Gwenn ha Du, notamment celui de 1932. Par la suite, il participa, avec d'autres individus, à la fondation d'une assemblée de néo-druides.

## Biographie
Issu d'une lignée noble de Cornouaille, il nait à Laval. Après avoir fréquenté l'école des Jésuites, il poursuivit des études classiques. Dès l'âge de vingt ans, il s'impliqua dans les oberezhioù clandestins des Gwenn ha Du, mouvements politiques bretons de l'époque. En 1936, il contribua à la fondation d'un second groupe de druides, dénommé la Croyance celtique, et y adopta le nom de druide Ueroestrumnis (l'Occidental en français, parfois orthographié Uerestrumnis). Mobilisé lors de l'invasion allemande en 1940, il trouva la mort lors des combats aux abords de Dunkerque

### Attentats de 1932 et de 1936
Le 20 novembre 1932, le train transportant le président du Conseil des ministres, Édouard Herriot, fut contraint de s'arrêter à Ingrandes en raison de la destruction des voies ferrées par une explosion. Les investigations menées par les forces de l'ordre aboutirent à l'arrestation de Francis Bayer du Kern, identifié comme l'auteur de l'attentat. Interrogé par la police, il reconnut sa culpabilité. Antérieurement, Bayer du Kern avait été impliqué dans plusieurs incendies criminels visant quatre préfectures. Membre des organisations clandestines Gwenn ha Du et Kadervenn, deux groupes nationalistes bretons fondés sous l'égide de Célestin Lainé, il militait pour l'autonomie de la Bretagne. En 1936, alors qu'il effectuait son service militaire au Mans, il fut de nouveau appréhendé par les autorités et accusé d'avoir participé, en tant que complice, aux incendies des préfectures bretonnes du 13 avril.

### Druidisme
En 1936, il fonda, conjointement avec Morvan Marchal et Raffig Tullou, le groupe druidique et néopaïen Kredenn Geltiek (croyance celtique).

### Poésie
Il apprit le breton dans sa jeunesse et composa plusieurs poèmes dans cette langue. Toutefois, peu d'entre eux furent imprimés.